# Final da Copa São Paulo de Futebol Júnior de 2022
A final da Copa São Paulo de Futebol Júnior de 2022 foi a 52.ª final da Copa São Paulo de Futebol Júnior, também conhecida como "Copinha", torneio anual de futebol para jogadores com idade até vinte anos, organizado pela Federação Paulista de Futebol (FPF). Ela foi realizada no dia 25 de janeiro de 2022, no Allianz Parque, na cidade de São Paulo, Brasil. A partida foi disputada entre duas equipes paulistas: o Palmeiras e o Santos, com os alviverdes sagrando-se vencedores ao derrotar os alvinegros, num confronto inédito em decisões do torneio. A partida foi apitada pelo árbitro Gustavo Holanda Souza, na época com 23 anos, tornando-se o árbitro mais jovem a apitar uma final de Copinha no século XXI.
Na primeira fase, ambas as equipes se classificaram como líderes de seus grupos: o Santos se classificou no grupo oito, enquanto o Palmeiras estava no grupo 28. Na fase eliminatória, os alvinegros passaram por Chapadinha-MA, Ferroviária, Fluminense, Mirassol e América-MG até chegar à final. Os alviverdes, por outro lado, eliminaram Mauá, Atlético-GO, Internacional, Oeste e São Paulo no caminho para a decisão.
Tradicionalmente, as decisões da Copinha vinham sendo realizadas no Estádio do Pacaembu. Entretanto, devido o fato do estádio estar em reformas na época do torneio, foi necessário determinar outro local para a final. A Arena Barueri, o Canindé e o Morumbi chegaram a ser cogitados, porém, por questões de segurança, a FPF determinou que a partida seria realizada no Allianz Parque, casa do Palmeiras, com torcida única alviverde, o que gerou revolta do lado santista.
Jogando sob um forte calor matinal, o Palmeiras venceu a partida por 4–0, construindo uma vantagem de três gols antes dos quinze minutos do primeiro tempo, que ainda protagonizou a expulsão do zagueiro santista Derick. No segundo tempo, o Palmeiras marcou o quarto gol aos oito minutos, e administrou o resultado até o final. Os palestrinos conquistaram o título pela primeira vez na sua história, após terem sido vices em 1970 e 2003. Além disso, igualaram a maior goleada da história das decisões da Copinha, depois da Portuguesa ter vencido o Grêmio pelo mesmo placar em 1991. Por outro lado, foi o terceiro vice-campeonato da Copinha do lado santista, que perdeu também em 1982 e 2010.
Após a partida, os perfis oficiais do Palmeiras em redes sociais subiram a hashtag #TemCopinhaTemMundial, em alusão a uma música criada pelos torcedores rivais; esses expressaram suas lamentações com o título alviverde. Integrantes do elenco profissional e comissão técnica do Palmeiras parabenizaram os jogadores palestrinos pelo título; do lado santista, o presidente Andrés Rueda e o ex-atacante santista Marinho também exaltaram a campanha alvinegra na competição.

## Antecedentes
Foi a nona vez na história do torneio em que as duas equipes finalistas eram rivais estaduais. A mais recente havia sido na edição de 2020, quando Internacional e Grêmio chegaram à decisão, com os colorados sagrando-se vencedores. Levando em consideração apenas clássicos paulistas, a última foi em edição de 2014, quando o próprio Santos venceu o Corinthians. Palmeiras e Santos já haviam se enfrentado seis vezes antes pelo torneio, mas nunca em uma final.
Os palestrinos chegaram a uma final de Copinha pela terceira vez em sua história; buscando o título inédito, foram vice em 1970 e 2003. Os praianos, por sua vez, alcançaram sua sexta decisão e tentavam a sua quarta conquista, tendo vencido as edições de 1984, 2013 e 2014 e sendo vice em 1982 e 2010.

## Caminhos até a final

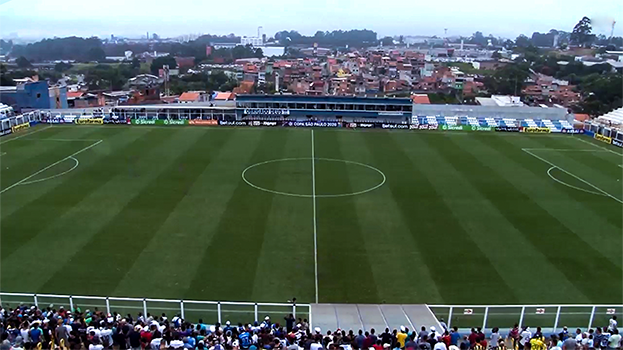
A Arena Inamar, em Diadema, sediou a maioria dos jogos do Palmeiras na competição.

Sorteado no grupo oito e com sede na cidade de Araraquara, o Santos estreou pela competição no dia 3 de janeiro, ao vencer o Operário-PR por 2–1. Classificou-se com 100% de aproveitamento na fase de grupos ao vencer também os concorrentes Rondoniense-RO, e o time da cidade, a Ferroviária. No mata-mata, o alvinegro permaneceu em Araraquara e eliminou Chapadinha-MA, novamente a Ferroviária (nos pênaltis), Fluminense e o Mirassol (nos pênaltis), antes de rumar para São Caetano, eliminar o América-MG pelas semifinais e chegar à decisão.
O Palmeiras, por sua vez, foi sorteado no grupo 28 e com sede em Diadema. Debutou pelo torneio no dia 5 de janeiro, ao golear o ASSU-RN por 6–1. Somou mais quatro pontos na fase de grupos ao empatar o Água Santa e vencer o Real Ariquemes-RO, o suficiente para se classificar como líder com sete pontos. Na fase eliminatória, ainda em Diadema, passou por Mauá, Atlético-GO e Internacional, pelas segunda e terceira fases e oitavas-de-final, respectivamente. Os palestrinos então foram para Barueri, onde venceram o Oeste pelas quartas, e o São Paulo pelas semis; a partida contra o tricolor paulista, que teve torcida única, ficou marcada pela invasão do campo nos minutos finais do jogo por dois torcedores são-paulinos, que tentaram agredir os jogadores palmeirenses; uma faca chegou a ser encontrada no gramado.

## Pré-jogo

### Local e data

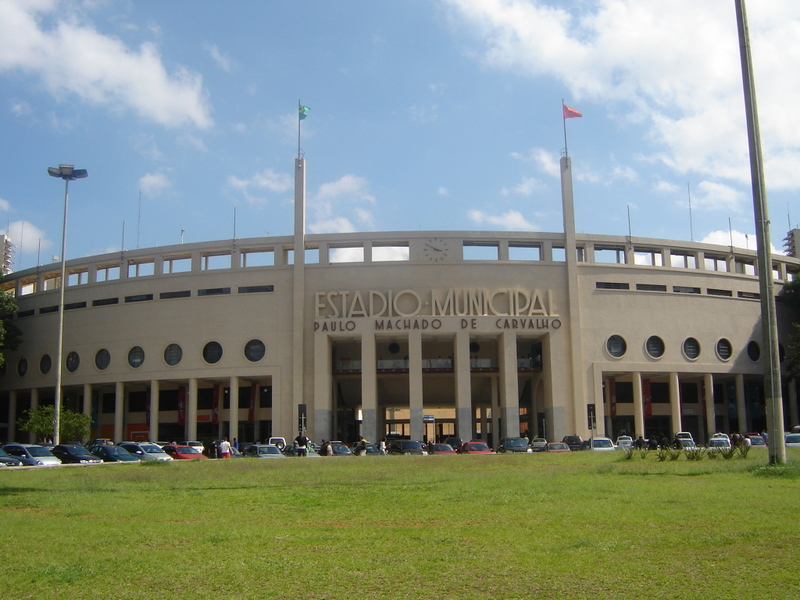
Por estar em obras na época, o Pacaembu (imagem) não pôde receber a final da Copinha.

O Estádio do Pacaembu, historicamente palco da final da Copinha, passava por reformas na época do torneio, tornando-se impossibilitado para receber a final. Com isso, em 23 de janeiro, a FPF emitiu um comunicado dizendo que, após análise e conversa com a Polícia Militar de São Paulo, foi definido que o palco da decisão seria o Allianz Parque, estádio do Palmeiras, que teria apenas sua torcida nas arquibancadas, devido exigência do Ministério Público, e também por motivos de segurança.
Tal informação resultou em protestos por parte do Santos, que, no mesmo dia, também emitiu uma nota no seu Twitter oficial lamentando e repudiando o fato do estádio palmeirense ter sido determinado para receber a decisão; o presidente do clube, Andrés Rueda, argumentou que a final deveria ser jogada em campo neutro. Outros estádios cogitados pela FPF para sediar a final foram descartados: o Morumbi foi negado pelo São Paulo, dono do estádio, alegando que o gramado ainda estava em processo de preparação para receber jogos na temporada, e também pelo fato de não aprovar ver um rival sendo campeão em seus domínios. O Canindé, estádio da Portuguesa, foi rejeitado devido a entidade ter avaliado que não havia estrutura suficiente exigida pela Polícia Militar. Já a Arena Barueri também não foi aceita, com o vice-presidente da FPF, o ex-jogador Mauro Silva, afirmando que a decisão deveria ser na cidade de São Paulo, devido aniversário da cidade; além disso, corroborou que o estádio palmeirense foi escolhido por oferecer maior segurança. Restrições sanitárias devido à pandemia de COVID-19 forçaram que apenas metade da capacidade do Allianz Parque seria autorizada para venda de ingressos.
Ainda de acordo com a federação, o horário escolhido para a partida foi às dez da manhã, já que o Corinthians jogaria às 21h do mesmo dia contra a Ferroviária em seu estádio, a Neo Química Arena, em Itaquera, pelo Campeonato Paulista. Desta forma, evitaria-se um possível encontro de torcedores rivais nos transportes públicos.

### Arbitragem
A equipe de arbitragem selecionada para comandar a partida seria liderada por Gustavo Holanda Souza, na época com 23 anos. Sobrinho de Regildenia de Holanda Moura, que foi do quadro da FPF por quinze anos, Souza seria o árbitro mais jovem a apitar uma final de Copa São Paulo no século XXI. Ele seria auxiliado por Gustavo Rodrigues de Oliveira e Izabele de Oliveira, com Pablo Rodrigo Soares de Oliveira atuando como quarto árbitro e José Claudio Rocha Filho comandando o VAR.

## Partida

### Escalações e desfalques
O Palmeiras não tinha desfalques por suspensão para a partida. O principal destaque do time alviverde era o atacante Endrick, de quinze anos, artilheiro do time na competição, com cinco gols. Devido motivos físicos, a expectativa era de o atacante começasse a partida no banco, entretanto, sua escalação como titular foi confirmada momentos antes da partida – o restante do time foi o mesmo que enfrentou o São Paulo pela semifinal.
Do lado santista, o técnico Élder Campos tinha como principais destaques o zagueiro Derick, além da dupla de atacantes Rwan Seco e Lucas Barbosa — estes, responsáveis por doze dos dezessete gols marcados pelo Santos na competição. Entretanto, Campos não poderia contar com Barbosa, já que este estava suspenso; Fernandinho entrou em seu lugar para a decisão. Além de Barbosa, outro desfalque era o lateral-direito e capitão Sandro Perpétuo, que se recuperava de uma lesão na coxa, e iniciaria o jogo no banco de reservas, com Andrey sendo seu substituto.

### Primeiro tempo

Jogadores palmeirenses comemorando o primeiro gol da partida.

Debaixo de um forte calor matinal na capital paulista, o jogo começou com o Palmeiras exercendo mais pressão e ficando mais com a bola, enquanto o Santos preferiu se defender e explorar os contragolpes. Não demorou muito tempo para que saísse o primeiro gol: aos cinco minutos, em jogada trabalhada, o lateral palmeirense Vanderlan cruzou rasteiro da esquerda; a bola passou pelos zagueiros santistas Derick e Jair, e encontrou o atacante Endrick, que, da marca do pênalti, tocou de primeira, de pé esquerdo, para abrir o placar para o Palmeiras. Aos onze, o alviverde ampliou, desta vez com Giovani, que acertou chute de fora da área, da ponta direita, encobrindo o goleiro Diógenes. Quatro minutos depois, Gabriel Silva fez o terceiro em cobrança de falta.
Apesar da vantagem, os alviverdes continuaram dominando a partida e criando chances. Uma delas foi aos 35 minutos, com Endrick, que recebeu na direita e bateu cruzado, mas a bola foi pra fora. O Santos respondeu no minuto seguinte, após o lateral-esquerdo Lucas Freitas bater cruzado pro meio da área, onde o atacante Rwan Seco tentou finalizar de primeira, mas acabou pegando mal na bola e desperdiçando a chance.
Nos acréscimos do primeiro tempo, o zagueiro Derick, que já havia levado cartão amarelo aos treze minutos, recebeu o segundo cartão após falta em Giovani e foi expulso. No último lance de perigo, o Santos arriscou um chute perigoso de fora da área com o atacante Fernandinho – a bola passou à esquerda, perto do gol palmeirense.

### Segundo tempo
O Santos foi o responsável pela primeira chance de perigo da segunda etapa, aos dois minutos, novamente em chute de Fernandinho, que mais uma vez passou à esquerda do gol de Mateus. O Palmeiras, por sua vez, não se acomodou com o resultado e manteve o ritmo do primeiro tempo, chegando duas vezes com perigo ao ataque: aos seis, Giovani tabelou com Endrick pela direita, invadiu a área e chutou de pé esquerdo, para defesa do goleiro Diógenes, que pegou também o rebote do atacante Endrick; aos oito, o Palmeiras fez o quarto gol, outra vez com Gabriel Silva, que aproveitou novo cruzamento de Vanderlan pela esquerda e tocou de cabeça.
O time praiano, então, fez alterações para tentar reagir na partida, porém pouco ameaçou o gol adversário. O Palmeiras, por outro lado, administrou o resultado durante o restante da segunda etapa, embora tenha criado outras chances para ampliar o marcador. Aos 26, o atacante palmeirense João Pedro cabeceou após escanteio da direita; o goleiro Diógenes tocou na bola, que ainda bateu no travessão antes da zaga santista afastar. Aos 34, Gabriel Silva concluiu cruzamento vindo da direita por Vitinho para marcar o quinto, porém a arbitragem marcou impedimento na origem da jogada e o gol foi anulado. O jogo seguiu até o seu final sem maiores emoções. Com o placar definido, o árbitro Gustavo Holanda Souza encerrou o jogo aos 47 minutos, após dois minutos de acréscimo.

### Detalhes
| 25 de janeiro de 2022 | Palmeiras                                         | 4 – 0                     | Santos | Allianz Parque, São Paulo                                              |
| 10h00 (UTC−2)         | Endrick 5' · Giovani 11' · Gabriel Silva 16', 53' | Súmula Boletim Financeiro |        | Público: 20 814 Renda: R$ 735.620,00 Árbitro: SP Gustavo Holanda Souza |

| Palmeiras | Santos |

| G                  | 1  | Mateus        |  |     |
| LD                 | 2  | Garcia        |  |     |
| Z                  | 3  | Naves         |  |     |
| Z                  | 4  | Lucas Freitas |  |     |
| LE                 | 6  | Vanderlan     |  | 75' |
| M                  | 5  | Fabinho       |  |     |
| M                  | 8  | Pedro Bicalho |  | 86' |
| M                  | 10 | Gabriel Silva |  | 86' |
| A                  | 7  | Giovani       |  | 57' |
| A                  | 11 | Jhon Jhon     |  | 75' |
| A                  | 9  | Endrick       |  | 57' |
| Suplentes:         |    |               |  |     |
| G                  | 14 | Kaique        |  |     |
| LD                 | 12 | Lucas Sena    |  | 86' |
| Z                  | 15 | Ruan Santos   |  |     |
| LE                 | 16 | Ian           |  | 75' |
| M                  | 18 | Pedro Lima    |  | 86' |
| M                  | 25 | Miguel        |  |     |
| A                  | 17 | Kevin         |  | 75' |
| A                  | 19 | Vitinho       |  | 57' |
| A                  | 29 | João Pedro    |  | 57' |
| Treinador:         |    |               |  |     |
| Paulo Victor Gomes |    |               |  |     |

| G            | 1  | Diógenes            |          |     |
| LD           | 20 | Andrey              |          | 56' |
| Z            | 2  | Derick              | 13', 45' |     |
| Z            | 6  | Jair                |          |     |
| LE           | 3  | Lucas Pires         | 33'      | 66' |
| M            | 5  | Jhonnathan          | 69'      |     |
| M            | 8  | João Victor         |          | 66' |
| M            | 16 | Ed Carlos           | 3'       |     |
| A            | 7  | Weslley Patati      |          |     |
| A            | 10 | Rwan Seco           |          |     |
| A            | 17 | Fernandinho         |          | 56' |
| Suplentes:   |    |                     |          |     |
| G            | 12 | Edu Araújo          |          |     |
| LD           | 4  | Sandro Perpétuo     |          |     |
| Z            | 25 | Thiago Balieiro     |          |     |
| Z            | 15 | Pedrinho Scaramussa |          | 56' |
| M            | 14 | Matheus Nunes       |          | 66' |
| M            | 19 | Rafael Moreira      |          | 56' |
| M            | 21 | Kaio Henrique       |          |     |
| A            | 18 | Nycollas Lopo       |          | 66' |
| A            | 9  | Victor Michell      |          |     |
| Treinador:   |    |                     |          |     |
| Élder Campos |    |                     |          |     |

| Árbitros assistentes Gustavo Rodrigues de Oliveira Izabele de Oliveira Quarto Árbitro Pablo Rodrigo Soares de Oliveira VAR José Claudio Rocha Filho Assistente do VAR Leandro Matos Feitosa | Regras da partida - 90 minutos de tempo regulamentar - Disputa por pênaltis, se empate persistir - Máximo de seis substituições por equipe, em três intervalos |

## Pós-jogo e reações

Jogadores palmeirenses erguendo a taça da Copinha.

Com a vitória, o Palmeiras conquistou o título da Copinha pela primeira vez em sua história, após ser vice em 1970 e 2003. O resultado marcou também a maior diferença de gols numa final do torneio desde 1991, quando a Portuguesa venceu o Grêmio pelo mesmo placar. Nas redes sociais, os perfis oficiais do Palmeiras criaram a hashtag #TemCopinhaTemMundial, em alusão a uma música criada pelos torcedores rivais; esses expressaram suas lamentações com o título alviverde. O clube palestrino também exaltou o fato do rival praiano ter sido seu vice em outros dois torneios: a Copa do Brasil de 2015 e a Libertadores da América de 2020. Integrantes do elenco profissional, o técnico Abel Ferreira e o meio-campista Zé Rafael parabenizaram os jogadores palestrinos pelo título. A imprensa esportiva atribuiu a conquista ao fato do Palmeiras ter reestruturado suas categorias de base num processo que começou em 2013, e que desde 2015 fez o clube vencer mais de cem títulos, somando todas as categorias.
Por parte dos jogadores do Palmeiras, o atacante Endrick venceu dois concursos do site ge: o de craque do torneio, e o prêmio Dener, dado ao autor do gol mais bonito da competição, ao marcar um gol de bicicleta de fora da área na partida contra o Oeste, pelas quartas de final. O atacante, inclusive, foi pauta de uma discussão a respeito do Palmeiras, na época prestes a disputar o Mundial Interclubes da FIFA de 2021, levar ou não o garoto para fazer parte do elenco que viajaria para o torneio; entretanto, dias antes da final, o técnico Abel Ferreira descartou a ideia, afirmando pra "não terem pressa" com o atacante, e sugerindo que ele fosse à Disneylândia.
Do lado santista, o presidente do clube, Andrés Rueda, lamentou a derrota, mas parabenizou os jogadores do elenco praiano, dizendo que um "brilhante futuro os aguarda". O atacante Marinho, na época jogador do Santos, também exaltou os atletas do alvinegro. Após o torneio, o Santos anunciou que o goleiro Diógenes, o lateral Lucas Pires, o zagueiro Derick, o meia Lucas Barbosa e o atacante Rwan Seco haviam sido promovidos ao elenco profissional para a temporada de 2022.